# Fráter Zoltán
Fráter Zoltán (Szob, 1956. április 26. –) magyar író, irodalomtörténész, szerkesztő.

## Életpályája
Szülei: Fráter Lajos és Botlik Irén. 1976-1981 között az ELTE Bölcsészettudományi Kar magyar-történelem szakos hallgatója volt. 1984-ben egyetemi doktori, 1997-ben pedig PhD fokozatot szerzett.
Az ELTE Bölcsészettudományi Kar modern magyar irodalomtörténet tanszékén docens. Az Egyetemi Lapok A Toll című rovatának vezetője volt. 1990-1991 között a Magyar Műhely szerkesztőbizottsági tagja, 1994-1996 között az Írószövetség kritikai szakosztályának titkára volt. 2007 óta a Magyar Irodalomtörténeti Társaság főtitkára, 2012-től alelnöke.
Kutatási területe a Nyugat és az Újhold szerzőinek életműve. Karinthy- és Kosztolányi-kutató, kritikus.

## Művei
- Bátrabb igazságokért! Tanulmányok Illyés Gyuláról (szerkesztő, 1983)
- Számadás. Tanulmányok Kosztolányi Dezsőről (szerkesztő, 1985)
- Osvát Ernő élete és halála (kismonográfia, 1987)
- Mennyei riport Karinthy Frigyessel (dokumentumesszé, összeállítás, 1987)
- Kassák Lajos Emlékkönyv (társszerző, Petőcz Andrással, 1988)
- Médium-Art. Válogatás a magyar experimentális költészetből (társszerkesztő, Petőcz Andrással, 1990)
- Áprily Lajos (monográfia, 1992)
- Kosztolányi Dezső: Nero, a véres költő (regény, szerkesztő, 1994)
- Ady Endre: A kék álom (elbeszélés, összeállító, 1994)
- Juhász Gyula: A tékozló fiú (elbeszélések, emlékek, szatírák, összeállító, 1995)
- Örkény István Emlékkönyv (társszerkesztő, Radnóti Zsuzsával, 1995)
- A Szövetség szelleme. A Nyugat mecénásai a GYOSZ-ban; MGYOSZ, Bp., 1996 (MGYOSZ-könyvek)
- Karinthy Frigyes: Viccelnek velem (karcolatok, jelenetek, összeállító, 1996)
- Legendaszerviz (karcolatok, 1997)
- A Karinthy-életmű (1998)
- „Nincsenek itt már farsangi hajnalok”. Ady és Csinszka pesti lakása (2001)
- Krúdy Gyula (2003)
- Hazafelé a folyóparton. Történetek, versek Óbudáról; vál., szerk. Fráter Zoltán; Óbudai Múzeum, Bp., 2004 (Helytörténeti füzetek)
- Mesék az Operaházból (2004)
- Egyfülű kosár. Karinthy Frigyes szerelmei (2007)
- Csinnadratta! Versek a cirkuszról; rajz Dallos Jenő, versvál. Fráter Zoltán; Móra, Bp., 2008
- Beszámított veszteség. Az Apokrif folyóirat szerzőinek antológiája; vál., szerk. Fráter Zoltán; Napkút, Bp., 2009
- "Látni, teremteni kell". Sipos Lajos 70. születésnapjára; szerk. Fráter Zoltán, Fűzfa Balázs, Szabó B. István; Savaria University Press, Szombathely, 2009
- Hagyomány, hatás, iszony (2012)
- Karinthy, a városi gerilla (2013)
- Születésnapi kalandok. A Krúdy Gyula születésének 135. évfordulója alkalmából rendezett konferencia szerkesztett előadásai; szerk. Fráter Zoltán, Gintli Tibor; MIT, Bp., 2014 (MIT-konferenciák)
- Szerelmes Budapest. Irodalmi háromszögek; Holnap, Bp., 2015
- Magyar irodalom fiataloknak; Holnap, Bp., 2016
- Radnóti Miklós; Holnap, Bp., 2019
- "Itt vagyok én köztetek". Tanulmányok Karinthy Frigyes életművéről; szerk. Fráter Zoltán, Reichert Gábor; MIT, Bp., 2019 (MIT-konferenciák)
- Itt vagyok, ni! Tersánszky Józsi Jenő ezer élete; Holnap, Bp, 2021
- Magyar író, magyar nyelv. Etűdök az elmúlásra; Anyanyelvápolók Szövetsége–Magyar Nyelv és Kultúra Nemzetközi Társasága, Bp., 2021

## Irodalmi dokumentumjátékok
- Az eldobott szerelem (Adyról, 1994)
- Szerelmi levelező (Krúdyról, 1997)
- Pesti csillagok (Kosztolányiról, Karinthyról, 1998)
- Elbocsátó, szép üzenet (Adyról, 2001)
- A két egyetlen (Karinthyról, 2009)
- Vénusz légycsapója (Bródy Sándorról, 2011)
- Zárt ajtó (Gárdonyiról, 2013)
- Fecskendő (Kosztolányiról, Csáth Gézáról, 2014)

## Színművek
- Szindbád kertje (1999)
- Boszorkányos esték (2000)
- Krúdy-keringő (2004)
- Őnagysága kabaréja (2004)
- Édes Rózám! – Déryné szerelmes élete (2008)
- Az óbudai csodadoktor (2014)